# Turnera revoluta
Turnera revoluta är en passionsblomsväxtart som beskrevs av Ignatz Urban. Turnera revoluta ingår i släktet Turnera och familjen passionsblomsväxter. Inga underarter finns listade i Catalogue of Life.